# Матвеева-Вейнбергер, Мария Михайловна
Мари́я Миха́йловна Матве́ева-Вейнбе́ргер (24 августа 1885, Рига — 11 апреля 1969, Ленинград) — российская певица (сопрано) и музыкальный педагог.

## Биография
Окончила Санкт-Петербургскую консерваторию (1909, педагог Е.М. Серно-Соловьевич). Дебютировала в 1910 г. в партии Антониды («Жизнь за царя»), пела в Оперном театре Народного дома (антрепризы Николая Фигнера и Александра Аксарина) и в Троицком театре миниатюр. Для Матвеевой были написаны главные партии в операх композиторов Михаила Речкунова и В. Пергамента.
В послереволюционный период главным образом преподавала, в том числе в 1950-60-е гг. в Музыкальном училище при Ленинградской консерватории и в хоре Ленинградского университета. Известна, прежде всего, как первый педагог Евгения Нестеренко; среди учеников Матвеевой также Сергей Лейферкус, Софья Преображенская, Владимир Морозов, Людмила Филатова.
Похоронена на Северном кладбище Санкт-Петербурга.